# メネリク1世

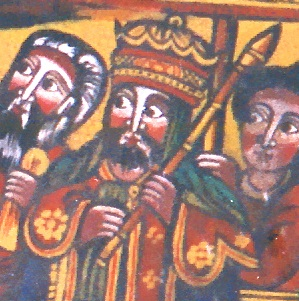
アクスムの教会にある絵画

メネリク1世（Menelik I、エブナ・ラ・ハキム： Ebna la-Hakim, "Son of the Wise", 知恵の息子）は、エチオピアを統治した初代の王とされる伝説上の人物。

## 概要
メネリク1世は、古代イスラエル王ソロモンとシバの女王マーケダーの間に生まれた息子で、紀元前10世紀頃のエチオピアを統治したとされている。現エリトリアのハマシアンで誕生し、成長してエルサレムを訪問すると父ソロモン王に歓待される。ソロモン王からイスラエルの王位を継ぐよう説得されるが断り、ソロモン神殿にあった「契約の箱（聖櫃）」をエチオピアへ運び去った。その後、メネリク1世は母の女王マーケダーから王位を継ぎ、エチオピアはダビデ王直系の男子相続による新たなイスラエル王国として創始された、とされる。
エチオピア地域で紀元前5世紀に興ったアクスム王国、13世紀に興ったエチオピア帝国（ソロモン朝）のいずれの王もメネリク1世の直系の子孫を名乗り、その地位の正当性の主張に利用した。とりわけイクノ・アムラクによって1270年に打ち建てられたエチオピア帝国では、国家事業としてエチオピア版『古事記』ともいうべき『ケブラ・ナガスト』を作らせたとされる。上で述べたメネリク1世の経歴はその『ケプラ・ナガスト』の記述に基づく。もちろん伝説であり、歴史的事実として確定したものではない。旧約聖書に記されたシバの女王についてはその実在に懐疑的な学説も強く、またその出自についてもエチオピア説（紅海の南アフリカ側）とイエメン説（紅海のアラビア半島側）がある上に、双方とも考古学的な裏付けが取れておらず、いずれも仮説にすぎない。さらに旧約聖書には、ソロモン王とシバの女王の間に子供が生まれたという記述は存在しない。

## 最古の王家
メネリク1世を始祖とし、1974年のハイレ・セラシエ1世廃位に至るエチオピア帝国の王朝は、「ソロモン王朝」として紀元前10世紀から3000年間存続した最古の王朝だと主張されることがある。
ただし、あくまで伝説上のものであり、歴史的事実として確認できるエチオピア皇帝家の人物は13世紀のエチオピア帝国の初代皇帝イクノ・アムラクからである。また、このエチオピア皇帝家は近代において断絶した時期があり、皇帝に実権がなく臣下が実権を握っていた時期もある。